# Głos Kaznodziejski
Głos Kaznodziejski – kwartalnik poświęcony zagadnieniom życia chrześcijańskiego, prezentujący działalność Kościoła Chrześcijan Dnia Sobotniego. Był wydawany przez wydawnictwo „Duch Czasów” od 1980 do 2007 r. Redaktorem naczelnym był Stanisław Kosowski.